# Su Tong

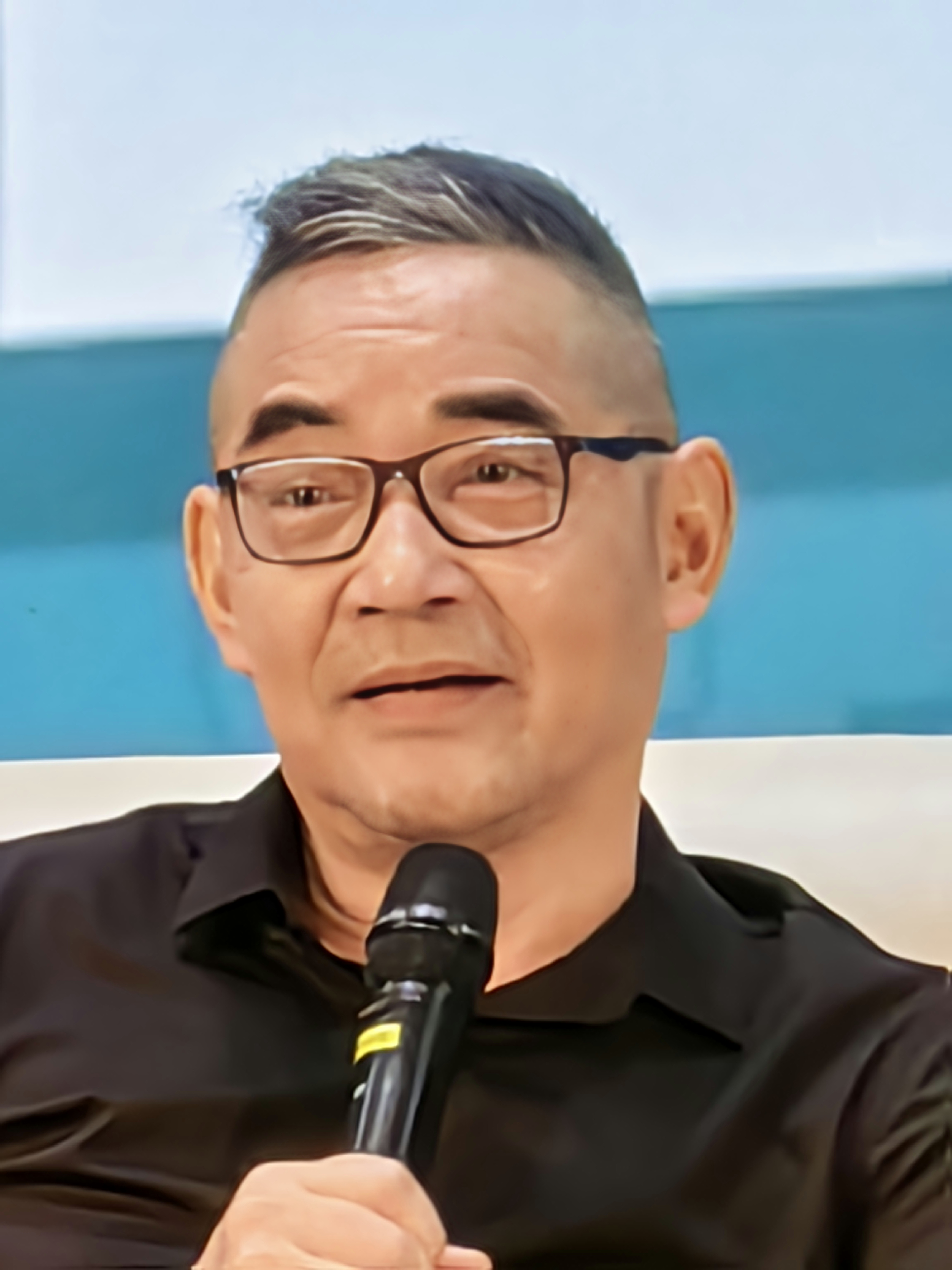
En 2023.

Tong Zhonggui (Chino: 童忠贵; pinyin: Tóng Zhōngguì; Suzhou, 23 de enero de 1963), conocido por su seudónimo Su Tong (苏童), es un escritor chino. 

## Biografía
Graduado de la Universidad Normal de Pekín en Literatura China en 1980, comenzó a publicar novelas en 1983. 
Su Tong ha escrito más de 200 relatos y 7 novelas, que han sido traducidas a varios idiomas.
Su obra más famosa es 妻妾成群 (Qīqiè chéng qún), traducida en su versión cinematográfica como La linterna roja o Esposas y concubinas, gracias a que fue llevada al cine por Zhang Yimou (entre los 10 premios que obtuvo, destaca el León de Plata en el Festival de Venecia de 1991).
En 2009 le fue otorgado el Premio Man Asia de Literatura por su obra The Boat to Redemption, siendo el segundo autor chino en recibir dicho premio. En 2011 sería nominado al Premio Man Booker International, y en 2015 ganaría el premio literario Mao Dun por Shadow of the Hunter.
Es vicepresidente de la Asociación de Escritores de Jiangsu.

## Obras traducidas al español
- Mi vida como emperador (Wo de di Wang sheng ya), Juntando Palabras, 2009; traducción indirecta por Domingo Almendros.[3]
- Otra vida para las mujeres / Las tres lámparas, Editorial Popular, 2018.[4]